# Celostátní československé mistrovství II 1950
V soubojích 21. ročníku 2. nejvyšší fotbalové soutěže – Celostátního československého mistrovství II 1950 – se utkalo 12 mužstev každý s každým dvoukolovým systémem jaro–podzim. Tento ročník začal v neděli 19. března 1950 a skončil v neděli 19. listopadu 1950.
Do nejvyšší soutěže pro ročník 1951 postoupila prvá dvě mužstva. Vzhledem k tomu, že byla 2. nejvyšší celostátní soutěž pro příští ročník zrušena (obnovena až 1953), přešla všechna ostatní mužstva do příslušných krajských soutěží.

## Konečná tabulka
| Poř. | Tým                             | Z  | V  | R | P  | VG | OG | B  |
| ---- | ------------------------------- | -- | -- | - | -- | -- | -- | -- |
| 1.   | ZSJ Trojice Ostrava (S)         | 22 | 16 | 2 | 4  | 73 | 35 | 34 |
| 2.   | ZSJ Svit Gottwaldov             | 22 | 13 | 3 | 6  | 71 | 37 | 29 |
| 3.   | ZSJ GZ Královo Pole             | 22 | 12 | 3 | 7  | 47 | 36 | 25 |
| 4.   | ZSJ JČE České Budějovice        | 22 | 11 | 3 | 8  | 58 | 45 | 25 |
| 5.   | ZSJ SONP Kladno (S)             | 22 | 10 | 4 | 8  | 58 | 47 | 24 |
| 6.   | ZSJ Zbrojovka Židenice (S)      | 22 | 10 | 4 | 8  | 48 | 44 | 24 |
| 7.   | JTO Sokol NV Topoľčany          | 22 | 9  | 5 | 8  | 53 | 45 | 23 |
| 8.   | ZSJ Manet Považská Bystrica (S) | 22 | 9  | 4 | 9  | 48 | 55 | 22 |
| 9.   | ZSJ Lokomotiva Nymburk          | 22 | 7  | 1 | 14 | 43 | 60 | 15 |
| 10.  | VSJ Střela Milovice             | 22 | 5  | 5 | 12 | 39 | 70 | 15 |
| 11.  | ZSJ Rubena Náchod               | 22 | 4  | 5 | 13 | 38 | 66 | 13 |
| 12.  | ZSJ Dynamitka Bratislava        | 22 | 5  | 3 | 14 | 31 | 60 | 13 |

Poznámky:
- Z = Odehrané zápasy; V = Vítězství; R = Remízy; P = Prohry; VG = Vstřelené góly; OG = Obdržené góly; B = Body; (N) = Nováček (postoupivší z nižší soutěže); (S) = Sestoupivší z vyšší soutěže

|  | Postup do Mistrovství československé republiky 1951 |
|  | Přechod do příslušné krajské soutěže 1951           |